# Давидян, Сергей Петрович
Сергей Петрович Давидян (26 мая 1923, Баку — 22 января 1996, Москва) — советский певец (лирико-драматический тенор), известен исполнением песен Арно Бабджаняна из кинофильма «Песня первой любви», отец джазового певца и музыканта Андрея Давидяна (1956—2016). Заслуженный артист РСФСР (1959).

## Биография
Сергей Давидян родился в Баку 26 мая 1923 года (в Вокально-энциклопедическом словаре М. С. Агина ошибочно указан другой год — 1928).
Окончил Московскую консерваторию (1952, класс Е. В. Кузьминой). Давидян пел в оперных театрах Ташкента и Перми. Сотрудничал с кинематографом: исполнил все песни на музыку Арно Бабаджаняна в художественном фильме Юрия Ерзнкяна и Лаерта Вагаршяна «Песня первой любви» (1958). Сыграл роль Марчелло в фильме «Рождённые жить» (1960).
С 1963 года — солист Москонцерта. Исполнял арии из классических опер, романсы русских и зарубежных композиторов, песни советских авторов, песни народов зарубежных стран. В 1963—1967 гг. на центральном телевидении выходили получасовые программы «Поёт Сергей Давидян».
В 1979—1983 гг. преподавал в Алжирской консерватории (в общей сложности провёл в Алжире более двух лет).
С 1985 года — преподаватель Московского института культуры, доцент (1989).

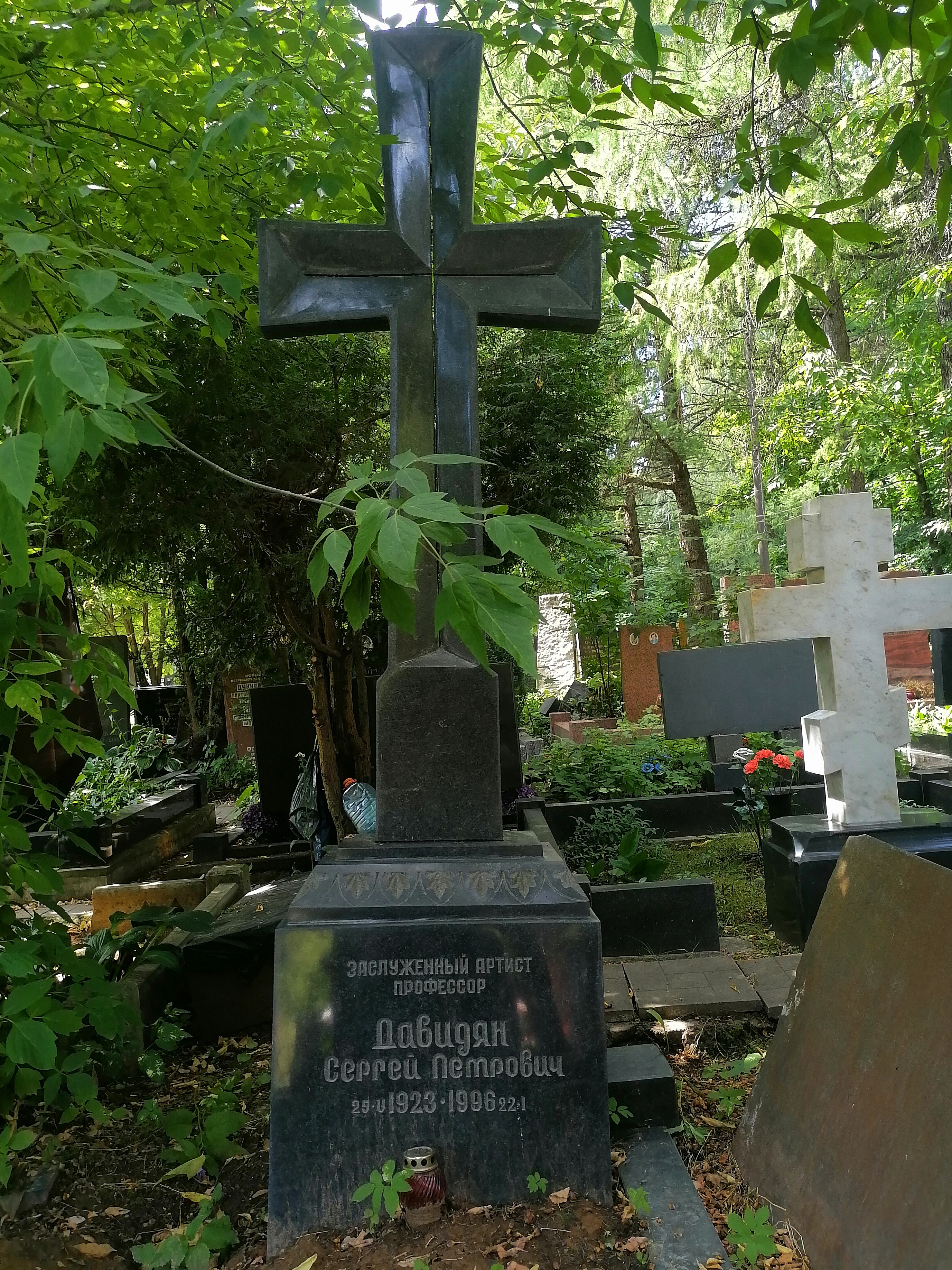
Могила на Кунцевском кладбище

Умер 22 января 1996 года в Москве. Похоронен на Кунцевском кладбище.
Жена — Злата Сергеевна Пляшкевич (15.04.1925 — 09.06.2021), пианистка. Двое сыновей.